# Sant Feliu de la Garriga
|  | Per a altres significats, vegeu «Castell de Sant Feliu de la Garriga». |

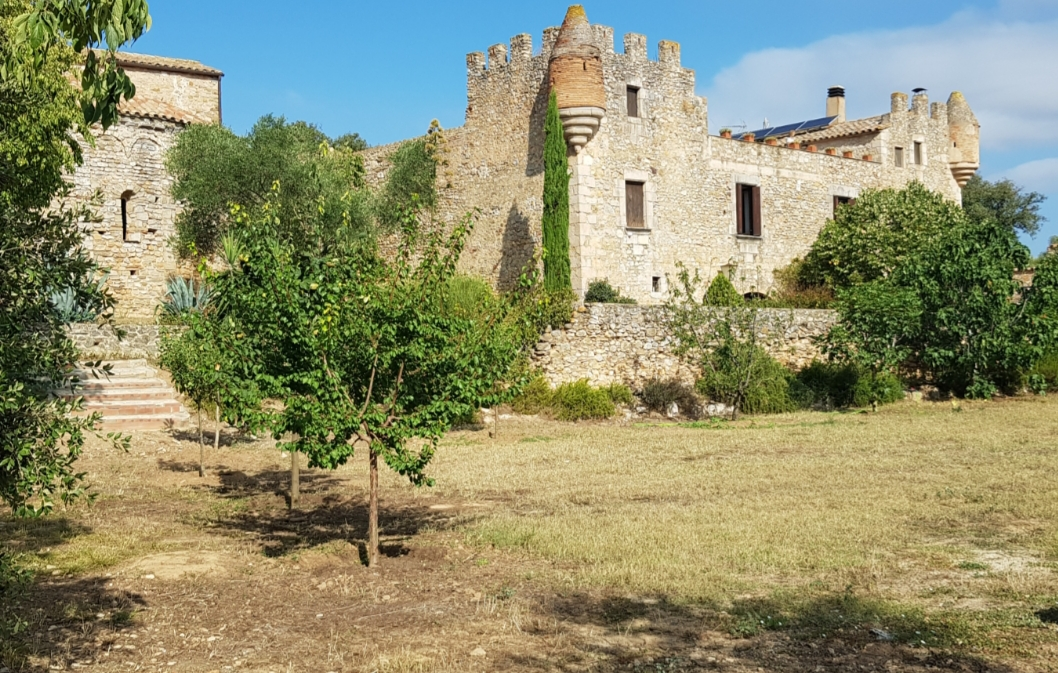
Castell i església de Sant Julià de la Garriga

Sant Feliu de la Garriga és una església al terme de Viladamat (l'Alt Empordà). Està situada al sud del terme, al peu del Puig Segalar, s'hi accedeix des del nucli urbà, des de Palau Borrell i des d'un camí que neix a la carretera C-31. És esmentada ja l'any 1060, l'església actual és d'estil romànic amb un campanar quadrat del segle xiii. Al seu costat hi ha el castell de la Garriga, que va pertànyer originàriament a la família Santfeliu, i que al segle xiv passà als Vilarig i, més tard, als Jafre, als Gallard i als Margarit de Castell d'Empordà. Actualment es troba molt deteriorada i en un estat d'abandó considerable. A terra es poden veure els espais que ocupaven les sepultures de personatges de l'època.

## Arquitectura
És una església d'una sola nau amb transsepte elevat i absis semicircular. La nau està coberta amb volta de canó, sostinguda per arcs torals de mig punt, bastits amb dovelles ben tallades, sobre pilastres rectangulars adossats als murs laterals i amb impostes motllurades. El transsepte està cobert amb una volta de canó molt estreta, delimitada per l'arc triomfal del presbiteri i un dels arcs torals de la nau, i es troba lleugerament ultrapassada. De fet, aquest creuer no es marca en planta però sí en alçada, sobretot a l'exterior del temple, ja que la seva coberta, actualment rehabilitada, està disposada en transversal a les de la nau i l'absis. L'arc triomfal, de factura molt semblant als torals, està un pèl passat de radi i presenta les impostes en secció de bisell.
La volta de l'absis té forma de quart d'esfera i, dins l'hemicicle interior, presenta set arcades cegues sobre pilastres adossades al mur, amb impostes simples i motllurades. Al mig de l'arcada central hi ha una finestra de doble esqueixada, d'arc de mig punt. Al costat sud hi ha una altra petita finestra més petita, de mig punt i atrompetada. Posteriorment, amb el nou ús donat a l'edifici, s'obrí una porta d'arc molt rebaixat a la part inferior d'aquest mur absidal. El campanar, adossat a la banda sud del transsepte, es correspon amb una torre de planta quadrada. El coronament, tot i que força degradat, conserva restes de l'antiga fortificació, feta amb merlets i probablement posterior a la construcció de la torre. També es conserva una llarga espitllera en el parament sud.
La façana principal de l'edifici està orientada a ponent i presenta una portalada d'accés formada per tres arcs de mig punt en gradació decreixent. Sobre el portal hi ha una finestra d'arc de mig punt i de doble esqueixada, mig tapiada actualment. Ambdues obertures estan emmarcades per un gran arc de mig punt cec, amb les impostes motllurades, que sobresurt del mur uns quants centímetres. La façana està rematada amb una obertura circular, a manera de rosetó. L'obra romànica és bastida amb carreus ben escairats, disposats formant filades perfectament regulars. També hi ha trams del parament bastits amb còdols i pedres desbastades, amb algunes refeccions construïdes en maons. L'exterior de l'absis és decorat amb arcuacions i faixes llombardes. Hi ha dues arcuacions en cada un dels set espais entre les lesenes o faixes.

## Història
La primera vegada que apareix documentada és en un precepte del rei Odó de l'any 889, a favor del monestir de Sant Policarp de Rasés, al Llenguadoc. Posteriorment, apareix esmentada en la donació feta per la comtessa Guisla de l'església de Girona, l'any 1060. A partir del segle xi, les cites i referències a l'església de Sant Feliu són constants. Apareix en la relació de llocs del comtat d'Empúries del 1115 i 1164, en documents de venda o cessió de delmes de l'any 1279, en les Rationes decimarum Hispaniae del 1279 i 1280, a la relació de parròquies del 1362, etc. La categoria parroquial del temple es mantingué encara fins al segle xvii. L'any 1617, el bisbe concedeix la categoria de sufragània a la nova església de Sant Quirze i Santa Julita o Jovita, que havia estat construïda dins del poble, indicant així que el canvi de parròquia no trigaria gaire a fer-se.
L'any 1753, els objectes de culte més valuosos de l'església foren traslladats a Viladamat, indicant així el progressiu abandonament del temple. El culte hi fou prohibit pel bisbe l'any 1823 a causa de la ruïna que amenaçava l'edifici, i el 1843 es va tapar la porta i tot el que quedava dins l'església, incloent-hi les campanes, foren traslladades a Viladamat. A l'entorn del conjunt format per l'església i el castell s'han documentat alguns fragments d'àmfores i dolies. D'altres es veuen encastats en l'aparell romànic de l'església.